# Hee! Haw!
Hee! Haw! è un cortometraggio muto del 1923 scritto e diretto da Albert Herman.

## Produzione
Il film fu prodotto dalla Century Film.

## Distribuzione
Distribuito dall'Universal Pictures, il film - un cortometraggio in due bobine conosciuto anche con il titolo Hee-Haw - uscì nelle sale cinematografiche statunitensi il 17 gennaio 1923.